# لیگ عدالت: جنگ
لیگ عدالت: جنگ (انگلیسی: Justice League: War) یک فیلم ویدئویی پویانمایی در سبک ابرقهرمانی به کارگردانی جی اولیوا است که در سال ۲۰۱۴ منتشر شد 

## خلاصه داستان
جهان در اوضاع نابسمانی به سر می برد و جرم و جنایت در تمام جهان نفوذ پیدا کرده است . در این حال چندین انسان قدرتمند با هم آشنا شده و باهم گروهی به نام لیگ عدالت را تشکیل می دهند . این گروه متشکل است از : بتمن ، مردی که در کودکی پدر و مادر خود را از دست داده و تبدیل به شوالیه ی تاریک مردم شده است . سوپرمن ، مردی که شبیه انسان است اما در واقع از سیاره ای دیگر به زمین آمده . واندر وومن ، زنی که قلمرویی در قلب جهان الهه ها به بخش زندگی انسان ها می اید . فانوس سبز ، مردی عادی که خلبان بوده و از یک فضایی حلقه ای دریافت کرده و قدرت هایی می گیرد . سایبورگ (شخصیت کامیک) ، مردی که پس از جراحت های بدخیم اش با قطعاتی رباتیک ترکیب شد . شزم ، پسر بچه ای پس از ملاقات اتفاقی با یک جادوگر قدرت های فرابشری گرفت . این گروه آرامش را به شهر برگرداندند اما موجودی از فراسوی خیالات و وحشت مردم که در اصل اهل فضا و الهه های فضایی بود ، به کل جهان حملات وحشتناکی کرد . این موجود که دارک ساید نام دارد ضربه ای بزرگ به جهان وارد کرد ......

## شخصیت ها
. بتمن
. سوپرمن
. واندر وومن
. فانوس سبز
. سایبورگ (شخصیت کامیک)
. شزم
. دارک‌ساید